# Louis de Salis-Haldenstein
Pour les articles homonymes, voir Salis et Haldenstein.
Louis Numa Epaminondas Justinien Décius Aristide de Salis-Haldenstein est un homme politique, érudit et bibliophile français né le 27 janvier 1803 à Flines-lès-Mortagne (Nord) et décédé le 2 octobre 1880 à Beaumarais (Moselle).

## Biographie
Officier d'artillerie, il démissionne en 1830. Il est député de la Moselle de 1849 à 1851, siégeant à droite avec les monarchistes.

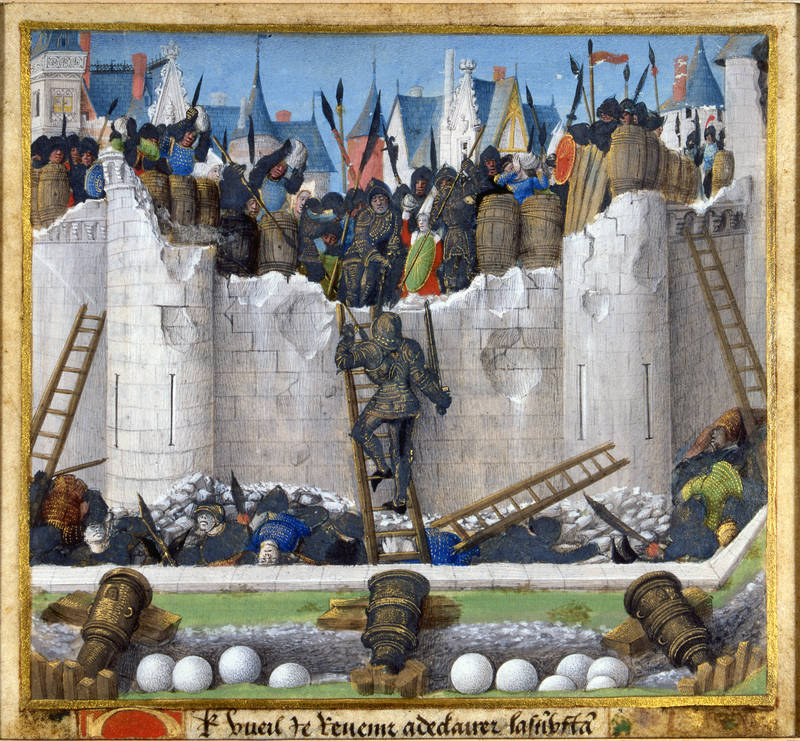
Miniature du Mortifiement de vaine plaisance, Barthélemy d'Eyck et Jean Colombe, v. 1460-1470, BM Metz, Ms 1486.

Il consacre sa vie à la collection de manuscrits, imprimés anciens, gravures et documents d'archives, ainsi qu'aux recherches historiques et archéologiques sur Metz et la Lorraine. Sa veuve, disparue en 1892, lègue par testament l'intégralité de la collection à la ville de Metz, répartie aujourd'hui entre la bibliothèque et les archives municipales. Une partie des plus beaux ouvrages disparut lors de l'incendie du 1er septembre 1944. Parmi les fleurons de la collection, on peut néanmoins encore admirer les miniatures du Mortifiement de vaine plaisance de René d'Anjou, par Barthélemy d'Eyck et Jean Colombe, un dessin original de Jacques Callot pour Le Prince de Phalsbourg à cheval, ainsi que les lettres de noblesse de Claude Callot délivrées par Charles III de Lorraine.
Les Bibliothèques-Médiathèques de Metz ont rendu hommage au baron de Salis et au legs de 1892 à travers une exposition s'étant tenue à la Porte des Allemands du 1er mars au 18 mai 2025. Une gravure en hommage au baron de Salis a été commandée à cette occasion au graveur Erik Desmazières. Un catalogue a été édité pour l'occasion.

## Sources
1. ↑  Clovis Brunel, « Les parchemins de la collection Salis aux archives historiques de la ville de Metz », Bibliothèque de l'École des chartes, vol. 75, no 1,‎ 1914, p. 345–353 (DOI 10.3406/bec.1914.448528, lire en ligne, consulté le 18 juillet 2025)
2. ↑  Marie Akar, « La collection du baron de Salis à Metz », sur Actu-culture.com, 6 avril 2025 (consulté le 18 juillet 2025)
3. ↑  « Le catalogue d'exposition "Lextraordinaire collection du baron de Salis" », sur bm.metz.fr (consulté le 18 juillet 2025)

- Ressource relative à la vie publique :   - Base Sycomore
- « Louis de Salis-Haldenstein », dans Adolphe Robert et Gaston Cougny, Dictionnaire des parlementaires français, Edgar Bourloton, 1889-1891 [détail de l’édition]